# Ernestine von Fürth
Ernestine von Fürth, nascida Kisch (Praga, 5 de outubro de 1877 — Washington, D.C., 31 de outubro de 1946) foi uma judia austríaca, ativista pelos direitos das mulheres e fundadora e líder do movimento sufragista na Áustria.